# Hrádek (Frýdek-místeki járás)
Hrádek település Csehországban, a Frýdek-místeki járásban. Hrádek Nýdek, Košařiska, Milíkov, Vendryně, Návsí és Bystřice településekkel határos. Lakosainak száma 1920 fő (2024. január 1.).

## Népesség
A település lakosságának változását az alábbi diagram mutatja:
| Lakosok száma | 726  | 797  | 937  | 1201 | 1669 | 1756 | 1849 | 1874 | 1912 | 1920 |
|               | 1869 | 1890 | 1921 | 1950 | 1980 | 2001 | 2017 | 2019 | 2022 | 2024 |